# Llista de cantons del Gers

Cantons del Gers

Els Cantons del Gers són 31 i s'agrupen en tres districtes:
- Districte d'Auch (12 cantons - prefectura: Auch) :
- cantó d'Auch nord-est
- cantó d'Auch nord-oest
- cantó d'Auch sud-est-Seissan
- cantó d'Auch sud-oest
- cantó de Colonha
- cantó de Gimont
- cantó de l'Illa Jordà
- cantó de Jigun
- cantó de Lombèrs
- cantó de Samatan
- cantó de Saramon
- cantó de Vic en Fesensac

- Districte de Condom (11 cantons - sotsprefectura: Condom) :
- cantó de Casaubon
- cantó de Condom
- cantó d'Eusa
- cantó de Florença
- cantó de Leitora
- cantó de Mauvesin
- cantó de Miradors
- cantó de Montrejau deu Gèrs
- cantó de Nogarò
- cantó de Sent Clar
- cantó de Valença de Baïsa

- Districte de Mirande (8 cantons - sotsprefectura: Mirande) :
- cantó d'Anhan
- cantó de Marciac
- cantó de Masseuva
- cantó de Mielan
- cantó de Miranda
- cantó de Montesquiu
- cantó de Plasença
- cantó de Riscla